# Graham Watson
Pour les articles homonymes, voir Watson.
Graham Watson (né le 23 mars 1956 à Rothesay sur l'île de Bute, en Écosse), est un homme politique italien, d'origine britannique, ancien membre du Parlement européen, du parti des Libéraux-démocrates.
En 1994 il est élu député pour la première fois. Il représente la circonscription d'Angleterre du Sud-Ouest.
Au Parlement européen, il est président du groupe Alliance des démocrates et des libéraux pour l'Europe de juillet 2004 à juillet 2009. Il a aussi récemment signé le Manifeste du groupe Spinelli pour une Europe fédérale.
Il est fait Chevalier à l'occasion de la Queen's Birthday honours list le 11 juin 2011, pour services rendus à la politique.